# John Byron (politico)
John Byron Senior (1488 – 1567) è stato un politico e nobile britannico.

## Biografia
Sir John visse a Colwick nel Nottinghamshire, prima che gli fosse concessa la Newstead Abbey nella stessa contea da Enrico VIII d'Inghilterra il 26 maggio 1540. Fu nominato tenente di foresta di Sherwood. È stato anche signore di Manchester e di Rochdale. Era un consulente di fiducia di Enrico VIII, e risiedette a corte per la maggior parte della sua vita. Iniziò a lavorare su Newstead, trasformandolo in una casa per la sua famiglia. Suo padre era Nicolas Byron, che fu nominato cavaliere dal principe Artù nel 1502. Suo figlio era  Little Sir John with the Great Beard, nominato cavaliere dalla regina Elisabetta I d'Inghilterra e suo nipote divenne il primo barone di Byron.